# Place Pierre-Lazareff
Ne doit pas être confondu avec Allée Pierre-Lazareff.
La place Pierre-Lazareff est une voie située dans le quartier Bonne-Nouvelle du 2e arrondissement de Paris.

## Situation et accès
La place Pierre-Lazareff est desservie à proximité par la ligne 3 aux stations Sentier et Réaumur-Sébastopol.

## Origine du nom
Elle porte le nom du journaliste et patron de presse Pierre Lazareff (16 avril 1907 – 24 avril 1972) en raison de la proximité historique du journal France-Soir qu'il dirigea de nombreuses années.

## Historique
La place est créée, sous son nom actuel, en 1988 sur l'espace de la rue Réaumur, dont elle constitue la portion centrale et est bordée depuis 1994 par l'allée éponyme.

## Pour approfondir